# 麗水市 (全羅南道)

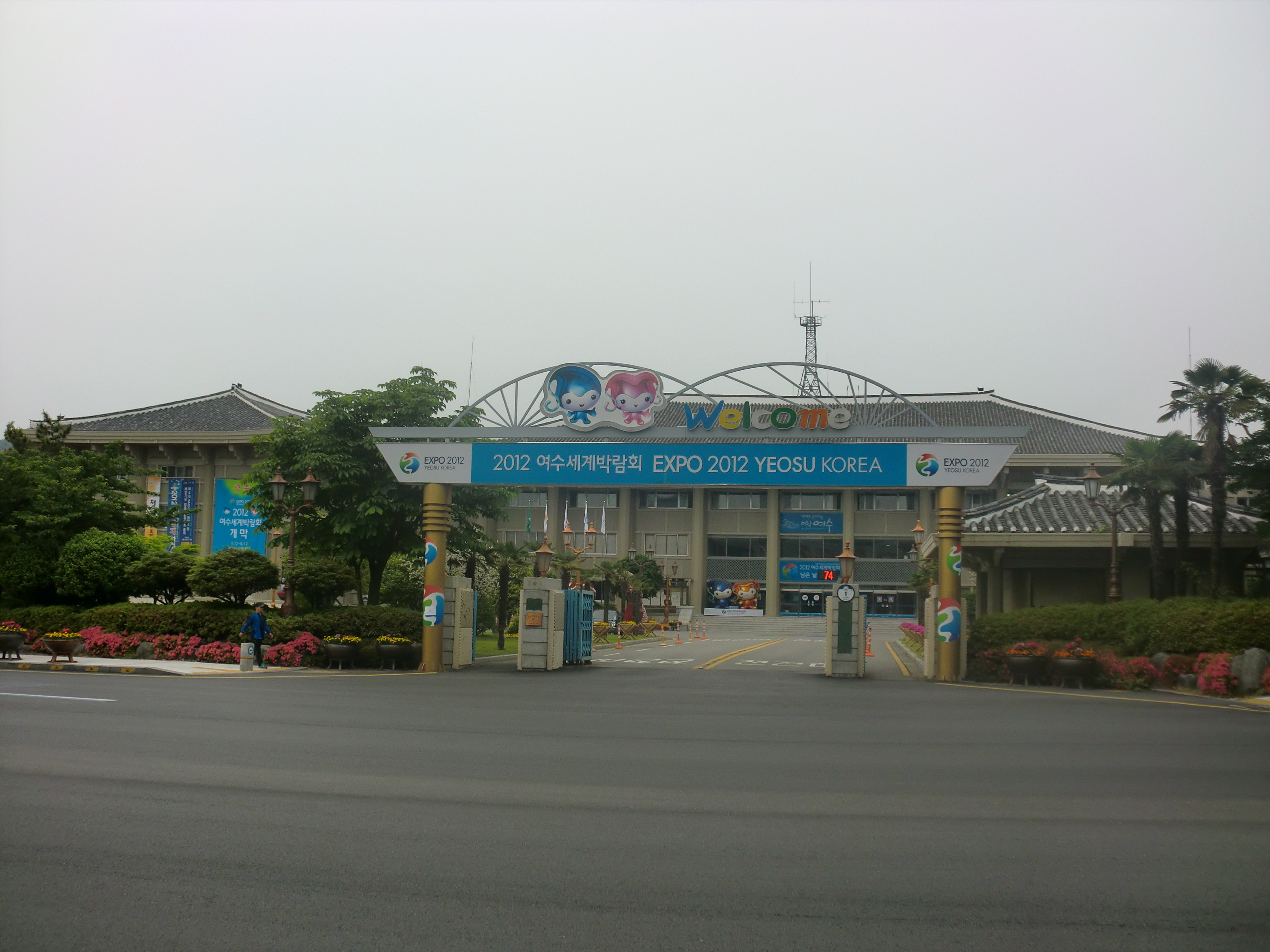
麗水市庁（本庁舎）

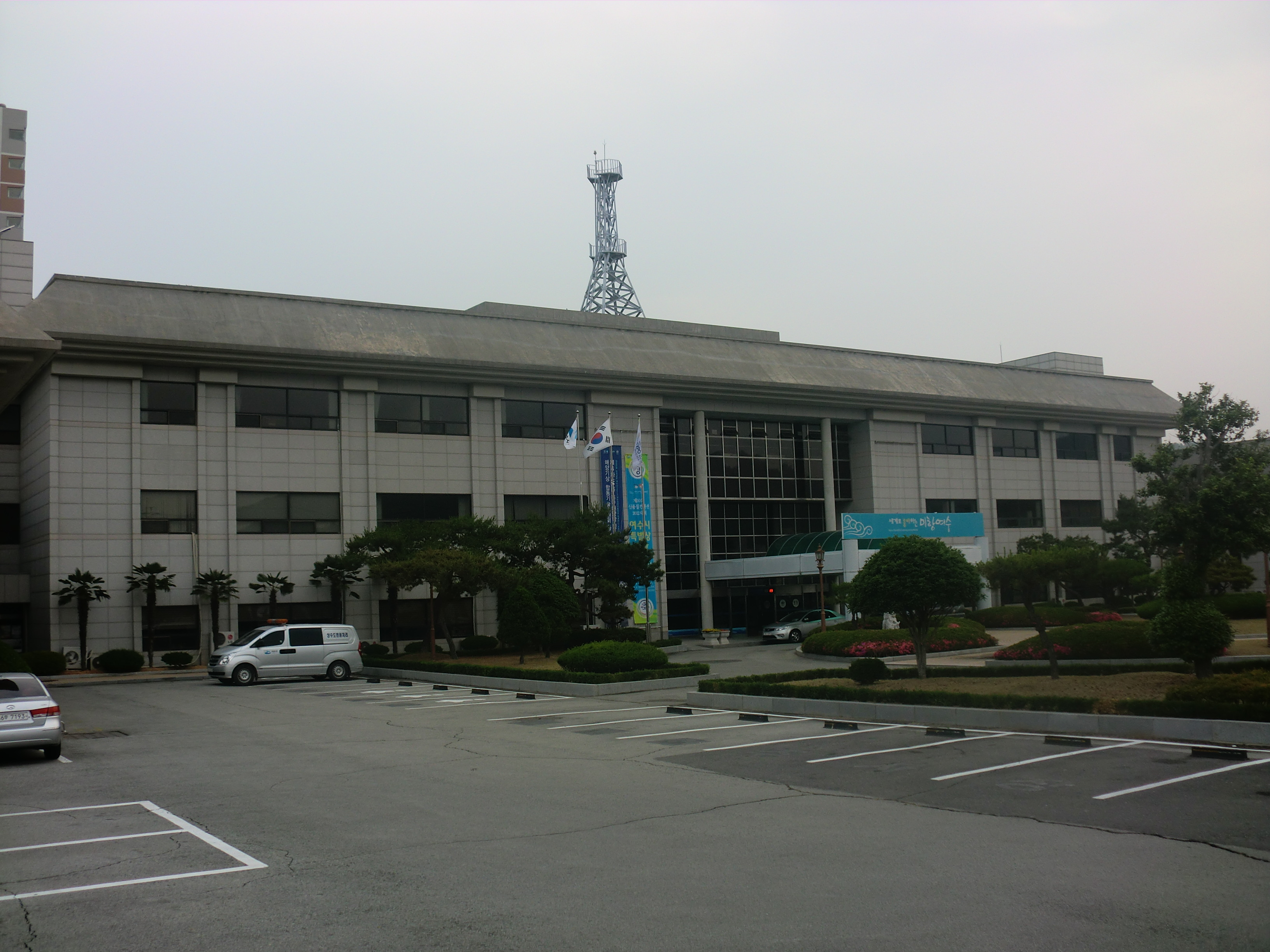
麗水市庁（突山庁舎）

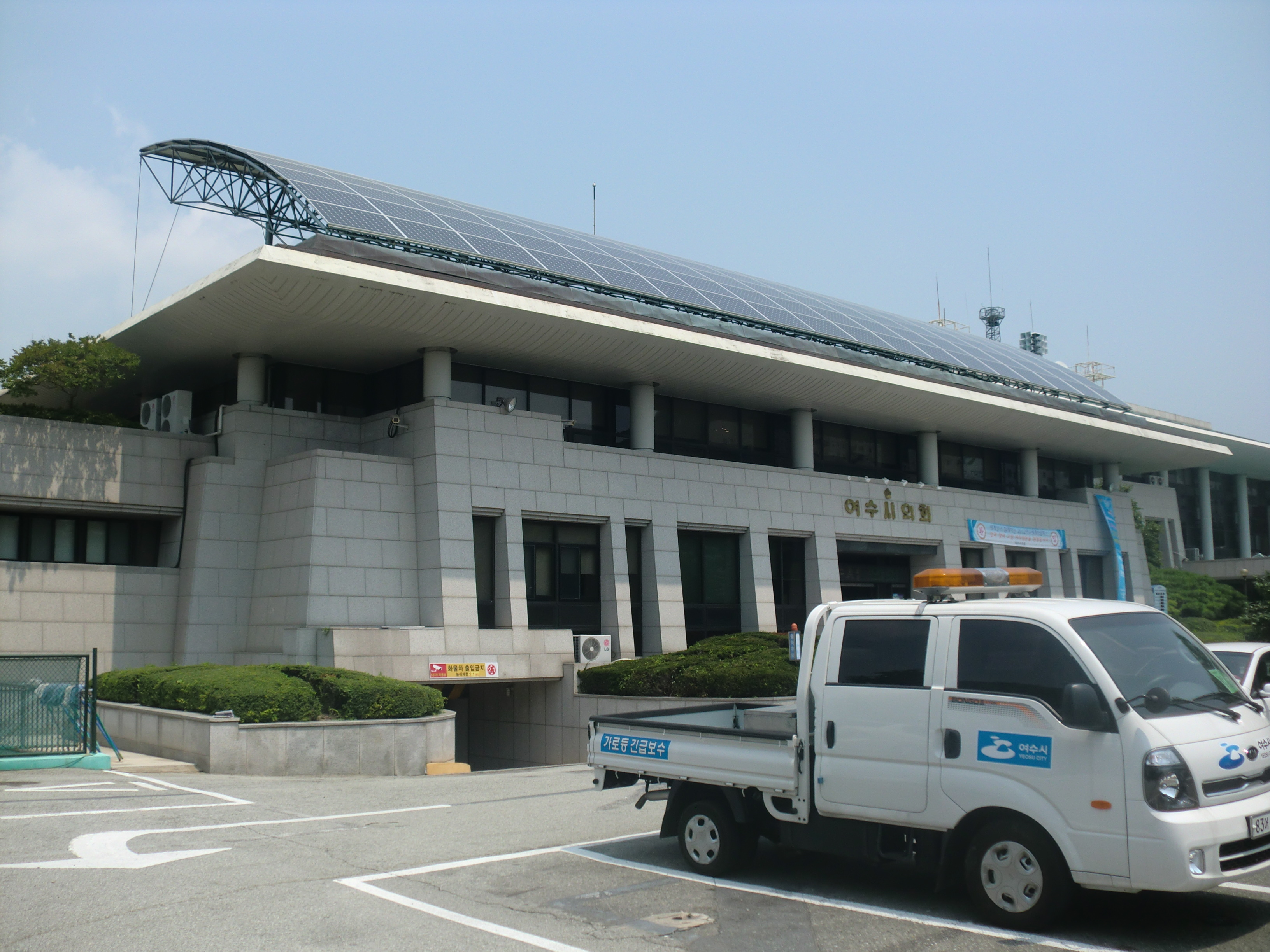
麗水市議会（麗水市庁麗西庁舎）

麗水市（ヨスし）は、大韓民国全羅南道東部にある市。2012年に麗水国際博覧会（万国博覧会）が開催された。市庁舎は本庁舎（旧麗川市庁）、麗西庁舎（旧麗水市庁）（市議会がある）、突山庁舎（旧麗川郡庁）の分庁方式を採用している。

## 地理
全羅南道東南部の沿海部に位置する。本土から大きく突き出した麗水半島にあり、北部は順天市に接し、海を隔てて東方は慶尚南道南海郡、西方に全羅南道高興郡を望む。南は多島海に面し、市域には300余りの島(有人島47、無人島269)が点在し、海岸線は917Kmになる。
半島東部に旧麗水市、半島中部に旧麗川市が所在した。

## 歴史
百済時代は猿村県および突山県と称され、統一新羅時代の757年に海邑と命名された。高麗時代の940年に初めて麗水の名前が使われている。
1479年（李氏朝鮮成宗10年）には全羅左道水軍節度営（全羅左水営）が設置され造船施設などもあった。文禄・慶長の役が始まる前年に李舜臣が当地の司令官として赴任し、亀船（亀甲船）を建造して戦争に備えた。1599年に三道水軍統制師であった李時彦が建設した鎮南館は韓国最大の木造建築で国宝第304号に指定されている。

### 麗水市・麗川市
- 1949年
  - 8月13日 - 麗水郡麗水邑が麗水府に昇格。[3]
  - 8月15日 - 麗水府が麗水市に改称。
- 1986年1月1日 - 麗川郡三日邑・双鳳面を管轄する麗川地区出張所が麗川市に昇格。[4]
- 1990年4月 - 麗水～博多間の博麗フェリーが就航。
- 1992年 - 博麗フェリーが経営難のため運航休止。
- 1998年4月1日 - 麗水市・麗川市・麗川郡が合併し、改めて麗水市が発足（三麗統合）。旧・麗川市庁に本庁舎を置き、旧・麗水市庁に第2庁舎を、旧・麗川郡庁に第3庁舎をそれぞれ配置された。（1邑6面）
- 2012年5月12日 - 麗水世界博覧会が開催。

### 麗川郡（麗水郡）
- 1897年 - 順天郡の一部地域（麗水面・召羅面・栗村面・三日面）をもって麗水郡を新設。[5]
- 1914年4月1日 - 郡面併合により、突山郡の一部（斗南面・南面・華蓋面・三山面および玉井面の大部分・太仁面の猫島）が麗水郡に編入。麗水郡に以下の面が成立。（10面）
  - 麗水面・召羅面・栗村面・三日面・双鳳面・華陽面・斗南面・南面・華井面・三山面

| 朝鮮総督府令第111号              |            |
| 旧行政区画                       | 新行政区画 |
| 麗水郡麗水面                     | 麗水面     |
| 麗水郡華陽面                     | 華陽面     |
| 麗水郡徳安面の一部、亀山面の一部 | 召羅面     |
| 麗水郡栗村面、亀山面の一部       | 栗村面     |
| 麗水郡三日面                     | 三日面     |
| 突山郡太仁面の猫島               | 三日面     |
| 麗水郡徳安面の一部、双鳳面       | 双鳳面     |
| 突山郡斗南面                     | 斗南面     |
| 突山郡南面                       | 南面       |
| 突山郡三山面                     | 三山面     |
| 突山郡華蓋面、玉井面             | 華井面     |
- 1917年 - 斗南面が突山面に改称。（10面）
- 1923年6月1日 - 麗水港が開港。[6]
- 1930年
  - 12月20日 - 川崎汽船が関麗連絡船を就航。
  - 12月25日 - 南朝鮮鉄道が麗水～光州間を開通。
- 1931年4月1日 - 麗水面が麗水邑に昇格。[7]（1邑9面）
- 1945年5月 - 川崎汽船の関麗航路が休止。
- 1948年10月 - 国防警備隊が麗水で反乱を起こし、順天にも拡大（麗水・順天事件）。
- 1949年8月13日（9面）[3]
  - 麗水邑が麗水府に昇格、郡より離脱。
  - 麗水郡が麗川郡に改称。
- 1969年 - 三日港が開港。
- 1973年7月1日 - 光陽郡骨若面の一部（松獐里）が栗村面に編入。（9面）
- 1976年 - 麗川地区出張所を設置し、三日面と双鳳面を管轄。
- 1980年12月1日（2邑7面）[8]
  - 三日面が三日邑に昇格。
  - 突山面が突山邑に昇格。
- 1983年2月15日（2邑7面）
  - 華井面の一部（汝自里の達川島）が召羅面に編入。
  - 華井面の一部（汝自里の大雲斗島・小雲斗島）が華陽面に編入。
- 1986年1月1日 - 麗川地区出張所が麗川市に昇格し、郡より離脱。[4]（1邑6面）
- 1998年4月1日 - 麗川郡が麗水市・麗川市と合併し、改めて麗水市が発足。麗川郡消滅。

## 人口
総人口は2013年12月現在、294,565人。1990年前後は30万人を超えていたが、ここ数年は横ばい状態である。

## 行政

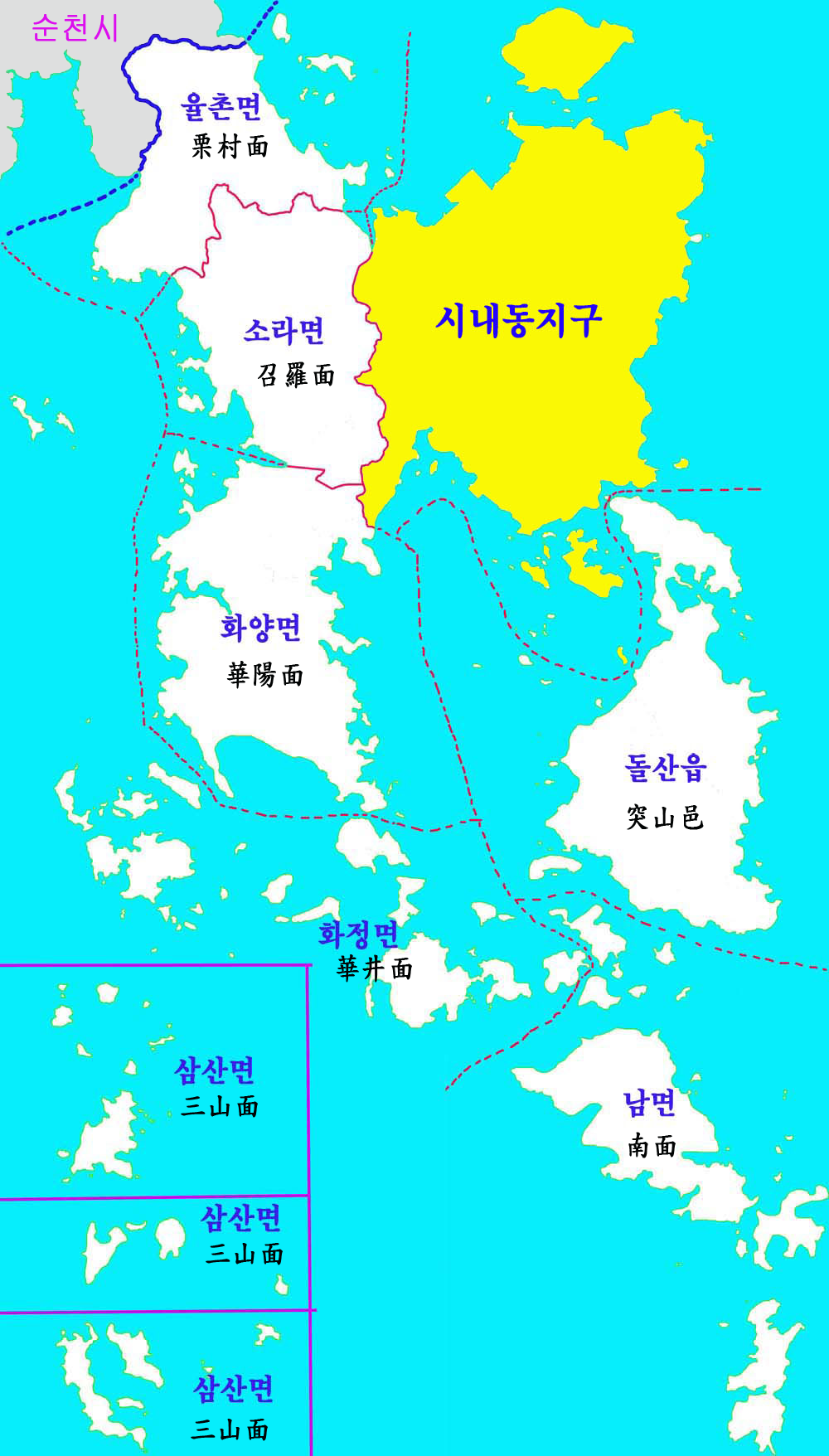
行政区域図

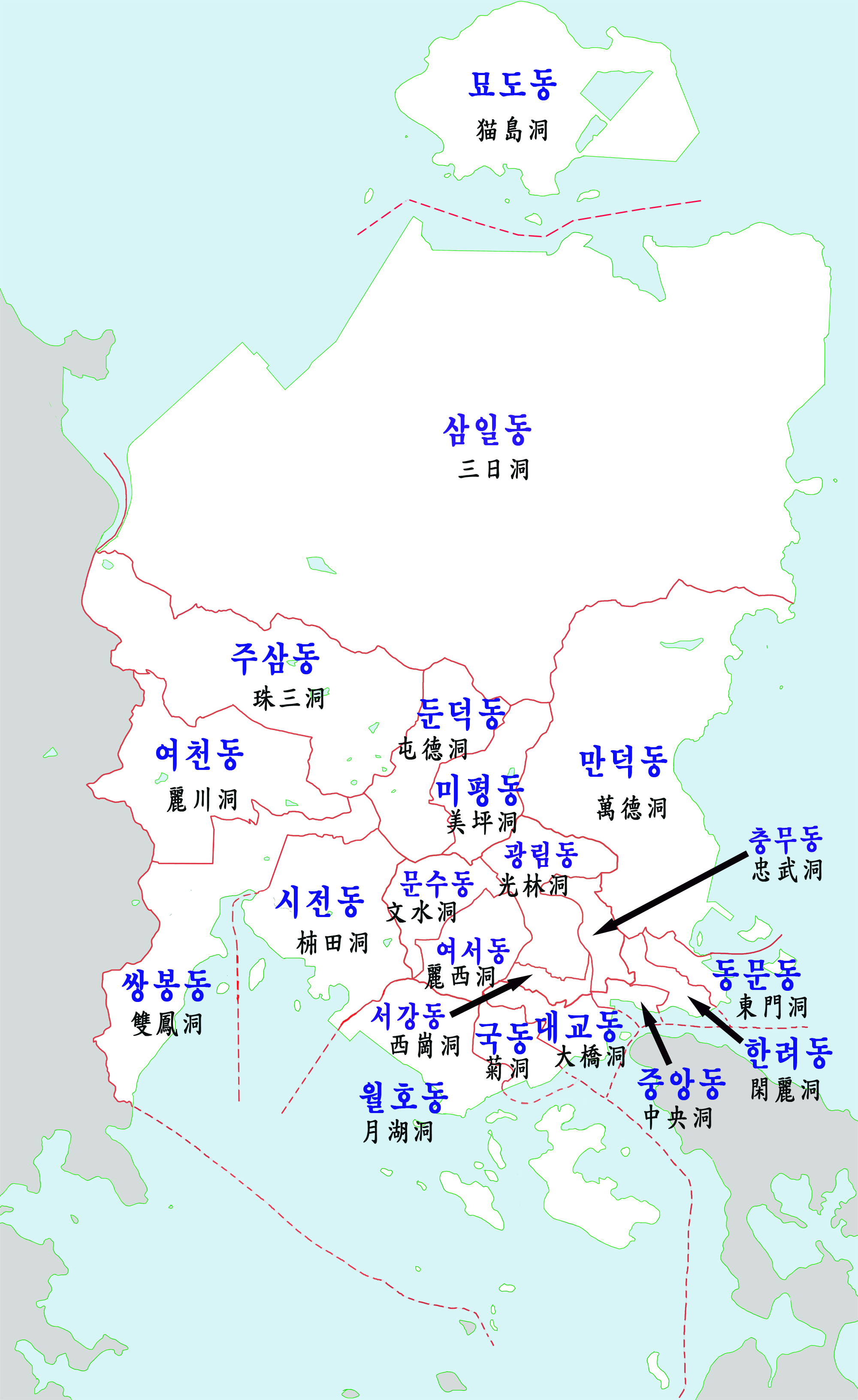
中心市街地の行政区域図

### 行政区域
| 行政洞・邑・面 | 法定洞・法定里                                                                 | 備考   |
| -------------- | ------------------------------------------------------------------------------ | ------ |
| 東門洞         | 館門洞、東山洞、鍾和洞                                                         |        |
| 閑麗洞         | 水晶洞、公和洞                                                                 |        |
| 中央洞         | 中央洞、姑蘇洞、喬洞                                                           |        |
| 忠武洞         | 蓮灯洞、忠武洞、君子洞                                                         |        |
| 光林洞         | 光武洞、五林洞                                                                 |        |
| 西崗洞         | 西校洞、鳳崗洞                                                                 |        |
| 大橋洞         | 南山洞、鳳山洞                                                                 |        |
| 菊洞           | 菊洞                                                                           |        |
| 月湖洞         | 新月洞、鏡湖洞                                                                 |        |
| 麗西洞         | 麗西洞                                                                         |        |
| 文水洞         | 文水洞                                                                         |        |
| 美坪洞         | 美坪洞                                                                         |        |
| 屯徳洞         | 屯徳洞                                                                         |        |
| 万徳洞         | 徳忠洞、万興洞、五川洞                                                         |        |
| 双鳳洞         | 鶴洞、鶴龍洞、安山洞、蘇湖洞                                                   |        |
| 柿田洞         | 柿田洞、新基洞、熊川洞                                                         |        |
| 麗川洞         | 仙源洞、麗川洞、禾長洞                                                         |        |
| 珠三洞         | 珠三洞、鳳渓洞、蟹山洞                                                         |        |
| 三日洞         | 洛浦洞、上岩洞、新徳洞、月内洞、月下洞、積良洞、中興洞、平呂洞、虎鳴洞、花峙洞 |        |
| 猫島洞         | 猫島洞                                                                         |        |
| 突山邑         | 郡内里、金鳳里、金星里、屯田里、瑞徳里、新福里、牛頭里、栗林里、竹圃里、平沙里 | 突山島 |
| 召羅面         | 館基里、大浦里、徳陽里、福山里、鳳頭里、沙谷里、竹林里、玄川里                 |        |
| 栗村面         | 佳長里、半月里、鳳田里、山水里、上鳳里、新風里、麗東里、月山里、稠禾里、吹笛里 |        |
| 華陽面         | 羅陳里、西村里、安浦里、玉笛里、龍珠里、梨木里、李川里、長水里、昌武里、華東里 |        |
| 南面           | 斗羅里、斗母里、心張里、安島里、鳶島里、牛鶴里、柳松里、禾太里、横干里         |        |
| 華井面         | 蓋島里、狼島里、白也里、上花里、汝自里、月湖里、積金里、諸島里、早発里、下花里 |        |
| 三山面         | 巨文里、徳村里、東島里、西島里、巽竹里、草島里                                 |        |

### 警察
- 麗水警察署

### 消防
- 麗水消防署

## 気候
- 最高気温極値37.1℃（1994年7月20日）
- 最低気温極値-12.6℃（1977年2月16日）

| 麗水市の気候                                                | 麗水市の気候 | 麗水市の気候 | 麗水市の気候 | 麗水市の気候  | 麗水市の気候 | 麗水市の気候 | 麗水市の気候   | 麗水市の気候   | 麗水市の気候  | 麗水市の気候 | 麗水市の気候 | 麗水市の気候 | 麗水市の気候     |
| 月                                                          | 1月          | 2月          | 3月          | 4月           | 5月          | 6月          | 7月            | 8月            | 9月           | 10月         | 11月         | 12月         | 年               |
| ----------------------------------------------------------- | ------------ | ------------ | ------------ | ------------- | ------------ | ------------ | -------------- | -------------- | ------------- | ------------ | ------------ | ------------ | ---------------- |
| 最高気温記録 °C （°F）                                      | 17.4 (63.3)  | 19.5 (67.1)  | 22.0 (71.6)  | 27.4 (81.3)   | 33.5 (92.3)  | 32.1 (89.8)  | 37.1 (98.8)    | 36.4 (97.5)    | 33.9 (93)     | 28.9 (84)    | 27.9 (82.2)  | 20.2 (68.4)  | 37.1 (98.8)      |
| 平均最高気温 °C （°F）                                      | 6.6 (43.9)   | 8.5 (47.3)   | 12.4 (54.3)  | 17.4 (63.3)   | 21.7 (71.1)  | 24.4 (75.9)  | 27.3 (81.1)    | 28.9 (84)      | 25.8 (78.4)   | 21.3 (70.3)  | 15.1 (59.2)  | 8.9 (48)     | 18.2 (64.8)      |
| 日平均気温 °C （°F）                                        | 2.8 (37)     | 4.4 (39.9)   | 8.3 (46.9)   | 13.3 (55.9)   | 17.9 (64.2)  | 21.2 (70.2)  | 24.5 (76.1)    | 26.0 (78.8)    | 22.6 (72.7)   | 17.5 (63.5)  | 11.3 (52.3)  | 5.1 (41.2)   | 14.6 (58.3)      |
| 平均最低気温 °C （°F）                                      | −0.3 (31.5)  | 0.9 (33.6)   | 4.8 (40.6)   | 9.9 (49.8)    | 14.7 (58.5)  | 18.8 (65.8)  | 22.5 (72.5)    | 23.8 (74.8)    | 20.0 (68)     | 14.5 (58.1)  | 8.2 (46.8)   | 2.0 (35.6)   | 11.7 (53.1)      |
| 最低気温記録 °C （°F）                                      | −11.9 (10.6) | −12.6 (9.3)  | −8.8 (16.2)  | −2.3 (27.9)   | 6.8 (44.2)   | 12.6 (54.7)  | 14.3 (57.7)    | 15.6 (60.1)    | 11.6 (52.9)   | 1.9 (35.4)   | −5.3 (22.5)  | −10.8 (12.6) | −12.6 (9.3)      |
| 降水量 mm （inch）                                          | 24.5 (0.965) | 44.6 (1.756) | 83.9 (3.303) | 125.2 (4.929) | 143.5 (5.65) | 194.3 (7.65) | 276.8 (10.898) | 264.8 (10.425) | 151.7 (5.972) | 66.6 (2.622) | 46.8 (1.843) | 26.4 (1.039) | 1,449.1 (57.051) |
| 平均降水日数 （≥0.1 mm）                                    | 4.9          | 5.7          | 8.0          | 8.8           | 9.6          | 10.5         | 13.8           | 12.1           | 9.2           | 4.8          | 6.1          | 5.0          | 98.5             |
| 平均降雪日数                                                | 3.1          | 2.4          | 0.8          | 0.0           | 0.0          | 0.0          | 0.0            | 0.0            | 0.0           | 0.0          | 0.4          | 2.7          | 9.4              |
| % 湿度                                                      | 53.0         | 53.1         | 57.4         | 61.8          | 68.1         | 77.9         | 84.5           | 79.4           | 71.7          | 62.5         | 59.5         | 54.8         | 65.3             |
| 平均月間日照時間                                            | 193.3        | 191.6        | 209.8        | 215.4         | 227.7        | 175.1        | 163.0          | 197.4          | 181.1         | 219.2        | 189.8        | 197.8        | 2,361.2          |
| 出典：韓国気象庁 (平均値：1991年-2020年、極値：1942年-現在) |              |              |              |               |              |              |                |                |               |              |              |              |                  |

## 教育
- 全南大学校麗水キャンパス（旧：麗水大学校）

## 国の施設
- 海洋警察庁麗水海洋警察署

## 観光
- 麗水エキスポ海洋公園　2012年麗水国際博覧会跡地
  - ハンファ・アクアプラネット麗水　水族館
- 麗水10景
  - 鎮南館
  - 梧桐島
  - 突山大橋
- 麗水半島と突山島に囲まれた麗水湾が、ユネスコが支援するフランスのNGO世界で最も美しい湾クラブに加盟している（同クラブの総会も招致）

## 交通

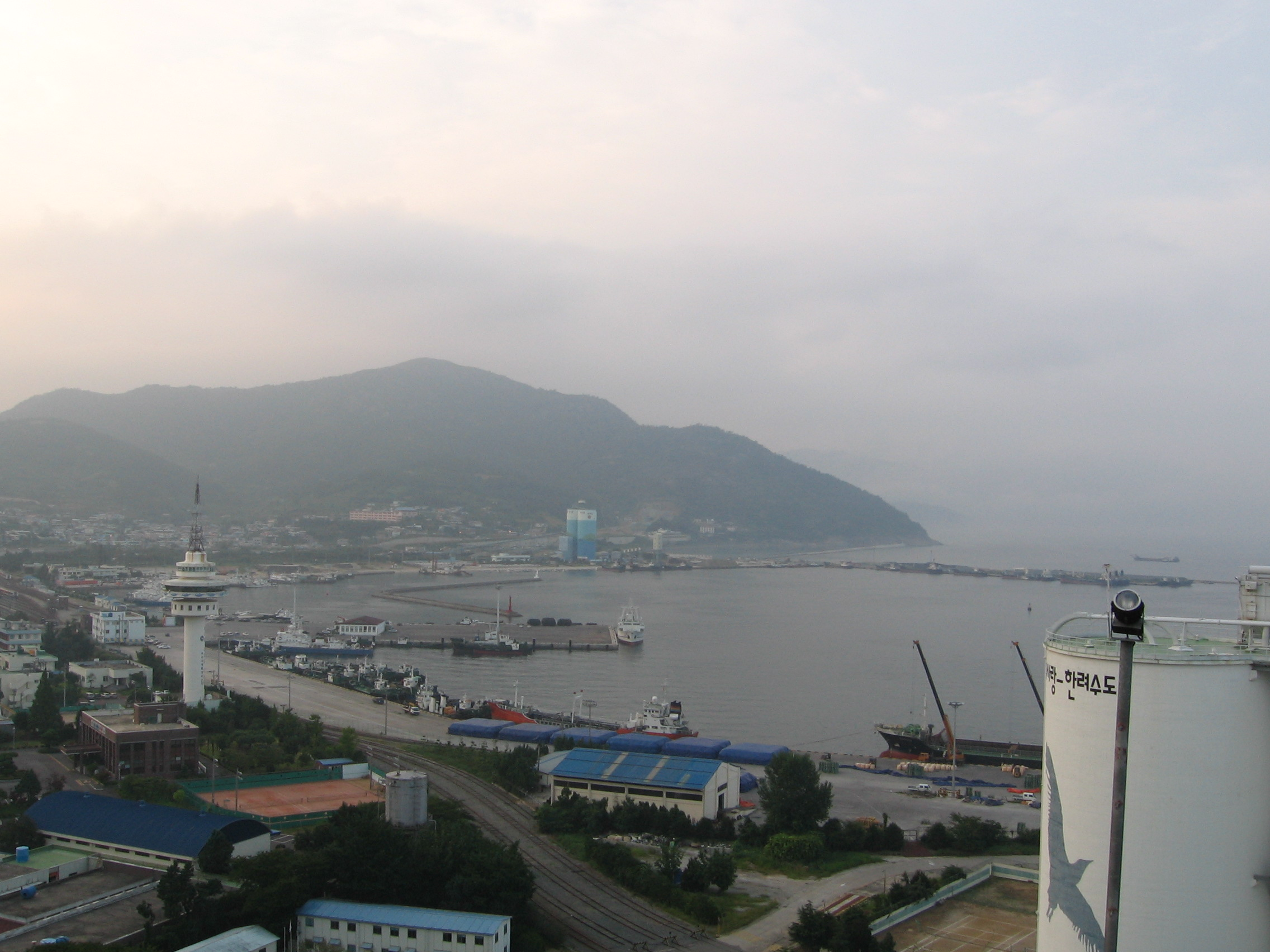
麗水国際博覧会工事前の麗水港

### 鉄道
- 韓国鉄道公社全羅線
  - 栗村駅 - 徳陽駅 - 麗川駅 - 麗水エキスポ駅

麗水エキスポ駅は全羅線の終着駅であり、KTXでソウル特別市の龍山駅と3時間前後で結ばれている。麗川駅はKTXの一部と観光列車S-Trainを除く全列車が停車。
- 韓国鉄道公社麗川線
  - 麗川駅 - 興国寺駅 - 積良駅

### 国道
- 国道17号線 (韓国)
- 国道77号

### バス
- 麗水総合ターミナル　高速バス・市外バスの両方が使用する。高速バスは、ソウル高速バスターミナルへは50～60分間隔の運行で、所要時間4時間10分。釜山総合高速バスターミナルへは70分間隔で、所要時間3時間10分。釜山西部バスターミナルへは1日10往復で、所要時間2時間50分。その他仁川国際空港・大田などへの便がある。市外バスは、光州へは20～70分間隔で、所要時間1時間40分。その他城南・全州・大邱西部市外バスターミナル・馬山（昌原市）・順天・求礼などへの便がある。

### 空港
- 麗水空港

金浦国際空港と55分で結ばれている。この他済州国際空港への便がある。

### 船舶
- 麗水港：かつて川崎汽船による下関〜麗水間のフェリー（関麗連絡船）が1930年〜1945年の間、就航していた。南朝鮮鉄道麗水駅（現在の韓国鉄道公社麗水港駅…駅は既に廃止）に連結していた。また1990年〜1992年の間、博多〜麗水間のフェリー（博麗フェリー）が運航していた。

## メディア
- 麗水文化放送（麗水MBC）

KBSはKBS順天放送局、地域民放は光州放送（KBC）のエリアであり、市内に中継局が設置されている。

## 姉妹都市・友好都市
- 唐津市、日本
- 杭州市、中国
- 威海市、中国
- セブ、フィリピン
- ニューポートビーチ、アメリカ合衆国
- サイクストン、アメリカ合衆国
- ワニノ、ロシア
- ポートオブスペイン、トリニダード・トバゴ
- ケレタロ、メキシコ